# Exeter Exchange

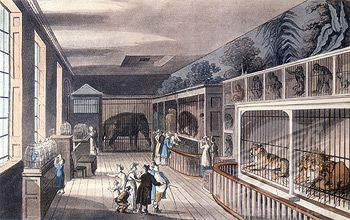
Vue de la ménagerie de lExeter Change en 1820.

L’Exeter Exchange ou plus populairement Exeter Change était un bâtiment sur le côté nord de The Strand à Londres connu pour la ménagerie qui occupa les étages supérieurs de 1773 à 1829.
L’Exeter Exchange est construit en 1676 sur l'emplacement de l'Exeter House, la résidence londonienne des Marquis d'Exeter. À l'origine, le bâtiment abrite de petits commerces au rez-de-chaussée et une banque à l'étage. Petit à petit, les magasins ont été remplacés par des bureaux et l'étage devint un espace de stockage.
En 1773, l'étage est géré par des impresarios qui y ont créé une ménagerie, ayant détenu des lions, des tigres ou des singes entre autres espèces exotiques. La ménagerie était une attraction populaire. Griffith décrit en 1821 pour la première fois une Panthère nébuleuse à partir d'un spécimen détenu dans l'Exeter Change. Jacques-Laurent Agasse peint une Panthère nébuleuse vers 1825.
Le bâtiment est détruit en 1829 et les animaux seront transférés au zoo de Londres et aux Jardins royaux de Surrey (en). Il est remplacé par l'Exeter Hall ouvert de 1831 à 1907. Le site est actuellement occupé par le Strand Palace Hotel.